# Какубари, Фумихико
Фумихико Какубари (яп. 坂下里士 англ. Fumihiko Kakubariu, родился 11 марта 1984 года, гор. Осака)) — конькобежец, специализирующийся в шорт-треке. Бронзовый призёр чемпионата мира 2009 года в эстафете. Окончил Университет Ханнана.

## Спортивная карьера
Фумихико Какубари начал кататься на коньках в 9 лет, когда учился в 4 классе начальной школы. Его пригласил на урок скоростного катания ребенок, который был одноклассником. Он был средним игроком до первого года обучения в колледже.
Какубари занял 8-е место в эстафете и 7-е в личном многоборье на юниорском чемпионате мира в Будапеште 2003 года. В 2004 году на Всеяпонском чемпионате занял 3-е место в беге на 1000 м, а через год выиграл два серебра в беге на 500 м и 1500 м, тем самым отобрался в национальную сборную на сезон 2005/06. В 2006 году на чемпионате мира в Миннеаполисе занял 8-е место в эстафете и 24-е в многоборье. 
Он впервые выступил на Кубке мира в Чанчуне в сезоне 2006/07 в забеге на 1500 метров и занял 6-е место как лучшее, на дистанции 1000 метров в Чонджу он стал 7-м. После этого он больше не принимал участия ни в каких крупных соревнованиях того сезона. На Кубке мира 2007/08 он вернулся на международные соревнования, и снова стартовал только на первых двух из шести этапов в Китае и Японии. Тем не менее, он смог показать еще один хороший результат - 4-й на дистанции 1500 метров в японском Кобе. 
В следующем сезоне 2008/09  впервые выступил за пределами Восточной Азии, в канадском Ванкувере он занял 6-е место в беге на 1000 м и 1500 м. По данным на ноябрь 2008 года он занимал 3-е место в мировом рейтинге. В марте 2009 года на чемпионате мира в Вене завоевал бронзовую медаль в эстафете, а также выиграл на дистанции 1500 м на Всеяпонском чемпионате и занял 3-е место в общем зачёте. 
Осенью на Кубке мира его лучшим результатом стало 11-е место в беге на 1500 метров в Сеуле. В начале 2010 года он завершил карьеру спортсмена. В январе 2011 года он тренировал Клуб конькобежцев Кавагоэ в префектуре Сайтама 